# Methanothermobacter marburgensis
A Methanothermobacter marburgensis egy termofil, obligát autotróf archaea faj. Az archeák – ősbaktériumok – egysejtű, sejtmag nélküli prokarióta szervezetek. A genomját szekvenálták. Típustörzse MarburgT.